# ویکی‌پدیای بانیوماسان
ویکی‌پدیای بانیوماسان، نسخه زبان بانیوماسان وب‌گاه ویکی‌پدیا است.
زبان بانیوماسان تا ۱۷ مارس ۲۰۱۲ با بیش از ۱۲٬۹۰۰ مقاله در رده صدوسوم ویکی‌پدیاها قرار گرفته‌است.